# 586년

## 연호
- 남진(南陳) 지덕(至德) 4년
- 후량(後梁) 광운(廣運) 원년
- 수(隋) 개황(開皇) 6년
- 신라(新羅) 건복(建福) 3년

## 기년
- 남진(南陳) 후주(後主) 4년
- 수(隋) 문제(文帝) 6년
- 신라(新羅) 진평왕(眞平王) 8년
- 고구려(高句麗) 평원왕(平原王) 28년
- 백제(百濟) 위덕왕(威德王) 33년

## 사건
- 고구려가 대성산성에서 장안성으로 천도하다. [삼국사기 권37]

## 사망
- 8월 13일 - 프랑크족의 왕비이자 기독교 성인인 성녀 라드공드